# جوزيبي ديلا فالي
جوزيبي ديلا فالي (بالإيطالية: Giuseppe Della Valle)‏ (25 نوفمبر 1899 في إيطاليا - 1975) هو لاعب كرة قدم إيطالي في مركز الهجوم، شارك في الألعاب الأولمبية الصيفية 1924. وشارك مع منتخب إيطاليا لكرة القدم. أما مع النوادي، فقد لعب مع نادي بولونيا.

## وصلات خارجية
- جوزيبي ديلا فالي على موقع الاتحاد الدولي (مؤرشف)  (الإنجليزية)
- جوزيبي ديلا فالي على موقع قاعدة بيانات كرة القدم.إي يو (الإنجليزية)
- جوزيبي ديلا فالي على موقع أوليمبيديا (الإنجليزية)